# Tønsberg
Tønsberg este o comună din provincia Vestfold, Norvegia. Tønsberg este cel mai vechi oraș din Norvegia.
Are o suprafață de 329,26 km² și 383,02 km². Populația este de 58.561 locuitori, determinată în 1 ianuarie 2023, prin Folkeregisteret[*].